# Thư viện Adam Asnyk ở Kalisz

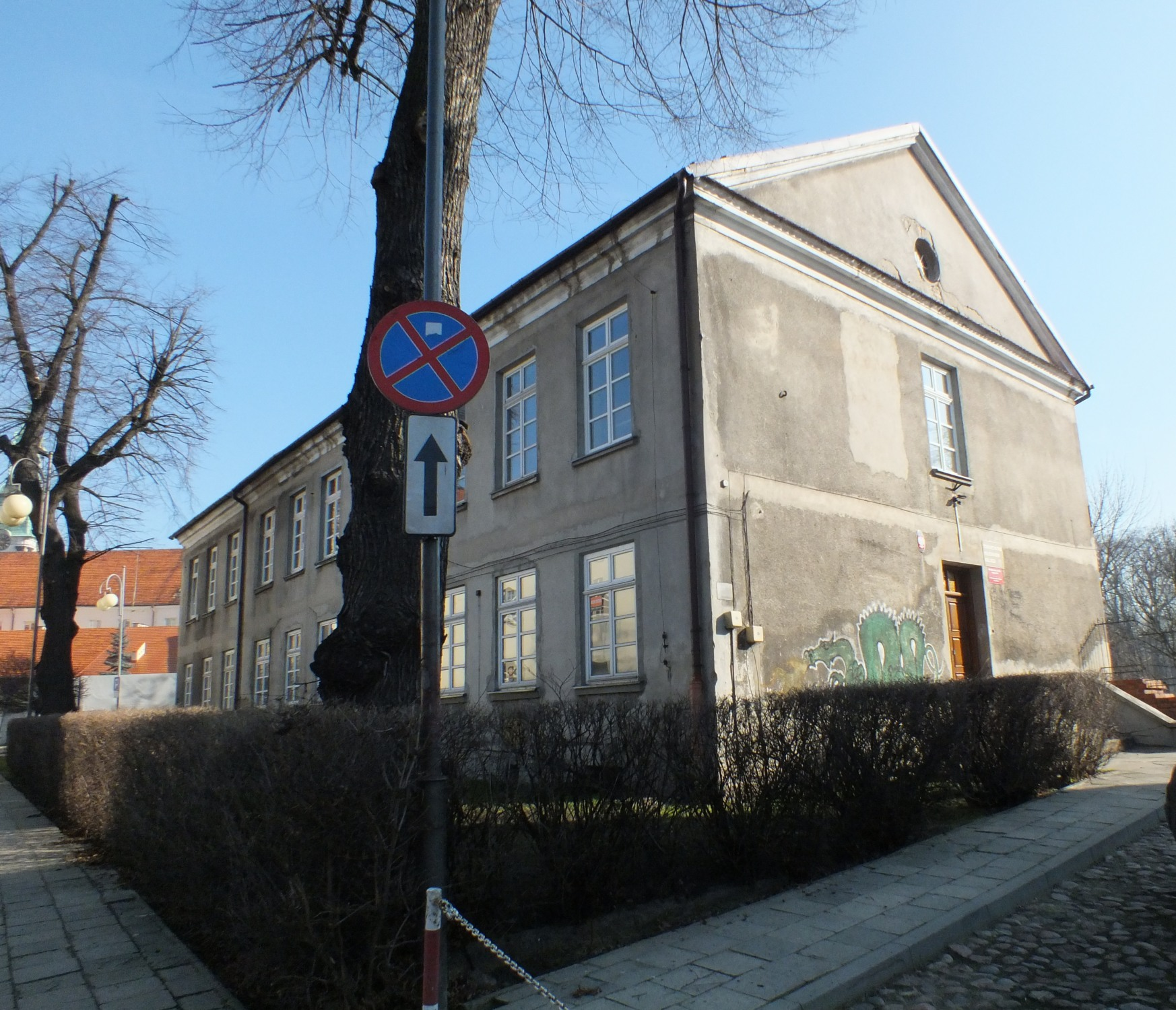
Tòa nhà Thư viện

Thư viện Adam Asnyk là một thư viện công cộng nằm ở Kalisz. Đây là một tổ chức văn hóa của chính quyền địa phương được thành lập năm 1907, và được đặt theo tên của nhà thơ, nhà viết kịch nổi tiếng của Ba Lan - Adam Asnyk.

## Lịch sử
Thư viện Adam Asnyk được thành lập vào năm 1907, tuy nhiên các công việc chuẩn bị cho nó đã được bắt đầu vào năm 1906. Lúc mới hoạt động, thư viện có vị trí tại trụ sở của Hiệp hội các khóa học Khoa học. Bộ sưu tập trong giai đoạn đầu của thư viện chủ yếu được sử dụng bởi các thành viên của Hiệp hội, cũng như các giảng viên và sinh viên trong khu vực. Đến cuối năm 1907, thư viện có hơn 1700 đầu sách, và một năm sau đó khoảng 3000 đầu sách. Số lượng đầu sách đã đạt con số 6500 vào thời điểm trước Thế chiến I. Vào thời điểm 1916 - 1918, do ảnh hưởng của chiến tranh nên thư viện đã mất và thất lạc nhiều đầu sách, lúc này còn khoảng 4200 đầu sách. Thời gian này, thư viện được đặt tại đường Józefiny, mọi người có thể tiếp cận các đầu sách trong thư viện, tuy nhiên họ phải trả phí.
Năm 1926, chính quyền thành phố Kalisz đã quyết định tiếp quản bộ sưu tập, chuyển nó đến tòa thị chính và tạo ra thư viện công cộng thành phố Adam Asnyk ở Kalisz. Lúc này mọi cư dân của Kalisz đều có thể trở thành độc giả của nó với phí hàng tháng để mượn một cuốn sách là 0,50 PLN. Năm 1931, thư viện đã được chuyển đến đường Piekarska. Đến năm 1938, thư viện lại được chuyển đến tòa nhà của nhà máy điện tại đường Aleksandry Piłsudskiej.
Trong Thế chiến II, bộ sưu tập của Thư viện công cộng thành phố Adam Asnyk ở Kalisz chịu chung số phận với bộ sưu tập sách của các thư viện khác ở Kalisz, sách đã bị thất lạc và mất đi rất nhiều, chỉ một phần nhỏ của bộ sưu tập lưu giữ được.
Sau Chiến tranh Thế giới thứ 2, thư viện đã hoạt động trở lại vào tháng 6 năm 1945. Nó nằm trong một tòa nhà tư nhân trên đường Aleja Marszałka Stalin. Thư viện lúc này còn khoảng 2.000 đầu sách . Năm 1948, thư viện đã được chuyển đến đường Marszałka Stalin số 20, lúc này có khoảng 5.000 đầu sách. Vào đầu những năm 60s và nửa đầu những năm 70s, thư viện phát triển khá năng động, vào thời điểm đó có khoảng 9872 đầu sách được độc giả tìm đọc tại thư viện và 204467 đầu sách được mượn ra khỏi thư viện mỗi năm.
Trải qua quá trình phát triển, đến năm 2005, Thư viện công cộng thành phố Adam Asnyk ở Kalisz đã có 9 chi nhánh thư viện trên toàn thành phố. Năm 2006, việc triển khai hệ thống mượn sách điện tử đã được áp dụng, điều này cho phép độc giả dễ dàng tìm kiếm đầu sách và tiết kiệm thời gian của mình.